# Kocięcin-Tworki
Kocięcin-Tworki [pronunciación en polaco: /kɔˈt͡ɕent͡ɕin ˈtfɔrki/] es un pueblo ubicado en el distrito administrativo de Gmina Raciąż, dentro del Condado de Płońsk, Voivodato de Mazovia, en el este de Polonia central. Se encuentra aproximadamente a 13 kilómetros al noreste de Raciąż, a 28 kilómetros al norte de Płońsk, y a 89 kilómetros al noroeste de Varsovia.
El pueblo tiene una población de 50 habitantes.